# SBB RABDe 511
De RABDe 8/16, later vernummerd in RABDe 511, ook wel Chiquita genoemd, waren elektrische treinstellen bestemd voor regionaal personenvervoer van de SBB. De treinstellen bestaan uit twee motorwagens aan de kop en twee tussenrijtuigen zonder aandrijving.

## Geschiedenis
In 1970 werden vier prototypes besteld als een nieuwe ontwikkeling van de serie RABDe 12/12. Door het lagere gewicht hoefden niet alle assen te worden aangedreven en hebben ze een lager eigengewicht.

## Constructie en techniek
Om gewicht te besparen werd bij de bouw gebruikgemaakt van een aluminium body. De rijtuigen gingen echter na verloop van tijd doorhangen. Hierdoor konden de deuren niet goed openen en sluiten.
Het comfort werd op een nieuwe hogere standaard gebracht. Dit was te danken aan een lagere wagenvloer en automatisch sluitende deuren.
Nieuw was ook de aandrijftechniek, namelijk kleine gelijkstroommotoren die traploos door thyristoren werden aangestuurd.
In de later ontwikkelde RBDe 560 (NPZ)-treinstellen en Dubbeldeks treinstellen voor S-Bahn van Zürich werden nieuw ideeën uit deze serie overgenomen zoals de zwenkdeuren bij de motorwagen en stuurstand rijtuig. Ook werd de aandrijftechniek overgenomen.

## Treindiensten
De treinstellen zijn oorspronkelijk begonnen op het traject van de Rechter Zürichseelinie. Door hardnekkige storingen van met name deurbediening werden de treinstellen voor regionaal personenvervoer in Kreis III (noord/oost Zwitserland) ingezet. In 1993 heeft de MThB een treinstel zonder de AD tussen rijtuig als driedelig treinstel gehuurd.

## Foto's

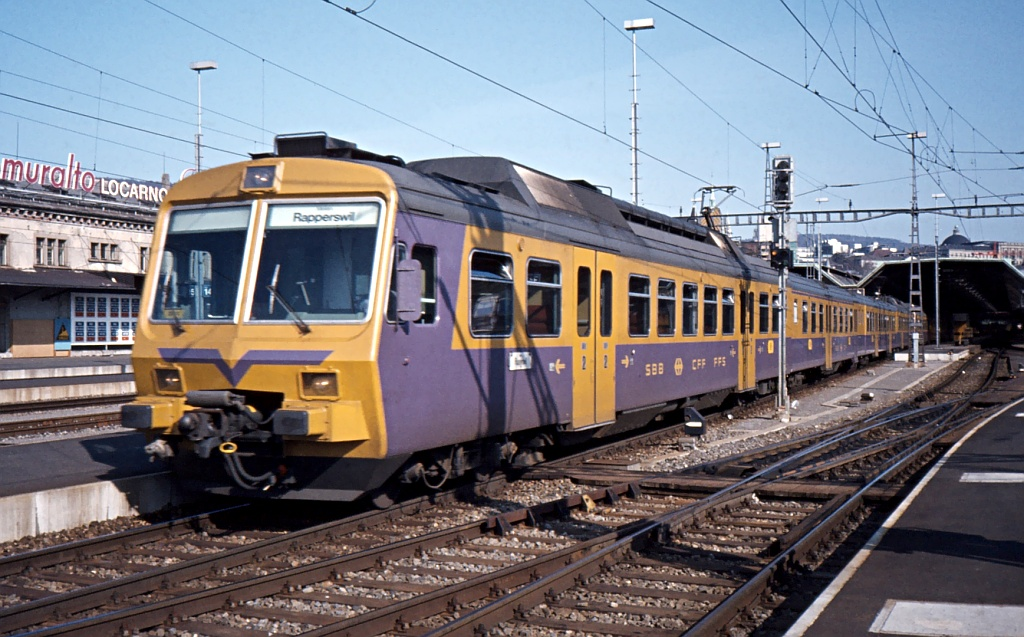
RABDe 8/16 "Chiquita" op 4 april 1982 te Zurich HB